# День без покупок
День без покупок (англ. Buy Nothing Day) — международный день протеста против культуры потребительства. В Северной Америке его отмечают в пятницу после Дня Благодарения в США, в двадцатых числах ноября, в день начала рождественских распродаж («Чёрная пятница»).

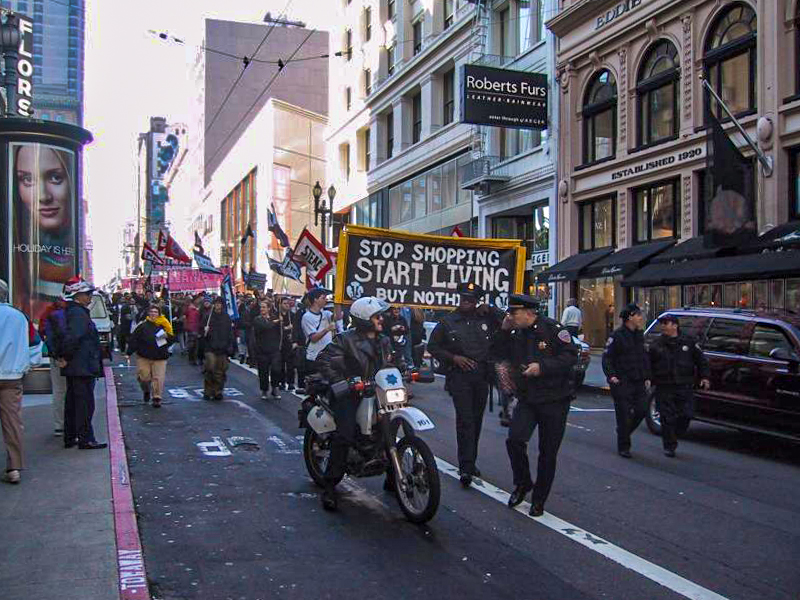
Демонстрация в Сан-Франциско в «День без покупок» в ноябре 2000 г

Идея «Дня без покупок» появилась в 1992 году, её автор — канадский рекламист Тед Дейв. Главным инициатором кампании является международная сеть Adbusters Media Foundation (СМИ против рекламы), объединяющая художников, писателей, преподавателей, студентов, предпринимателей.
Впервые «День без покупок» отмечался в Канаде в сентябре 1992 г. С 1997 г. в Северной Америке его отмечают в «Чёрную пятницу», а в Европе — в субботу, следующую за этим днем.
Акция проводится в знак протеста против сверхпотребления в развитых странах, которое во многом искусственно навязывается рекламой, а также против неравного распределения материальных благ в мире. В этот день проводятся театрализованные шествия, представления, транслируются антирекламные ролики, публикуются антирекламные объявления.